# Peter Barnes (Unternehmer)
Peter Barnes (* 16. April 1940 in New York City) ist ein US-amerikanischer Autor und Unternehmer.

## Leben
Peter Barnes studierte Geschichte am College der Harvard University (B.A. 1962), danach Verfassungsrecht (Government) an der Universität Georgetown (M.A. 1966). Nachdem er seine ersten 26 Jahre an der amerikanischen Ostküste verbracht hatte, lebt er seit 1968 an der Westküste. Er ist Initiator der kalifornischen Sky-Trust-Initiative und Gründer der kalifornischen Telefongesellschaft Working Assets
und weiterer Unternehmen. Peter Barnes war offizieller Teilnehmer des internationalen Klimakongresses „KyotoPlus – Wege aus der Klimafalle“.
Er ist Senior Fellow am Tomales Bay Institute, Kalifornien.
Peter Barnes lebt mit seinen beiden Söhnen Zak und Eli Barnes in San Francisco, Kalifornien.

## Denken
Peter Barnes nennt das zentrale Problem des Systems, in dem wir leben, den Überflusskapitalismus, „der keine Grenzen kennt“. Seine These lautet: Der gegenwärtige „Kapitalismus 2.0“ vernichte nicht nur die Natur und vergrößere die Ungleichheit, sondern er mache uns dazu noch unglücklich”. Er betrachtet ihn deshalb als krankes System, das an der „unheilbaren Hingabe an das Prinzip der Profitmaximierung“ leide. Überdies beruhe das System der „kapitalistischen“ Demokratie auf der naiven Vorstellung, der Staat befördere das „Allgemeinwohl“. Im Sinne einer Beseitigung von gegenwärtigen Mängeln entwirft Peter Barnes die Vision eines besseren „Kapitalismus 3.0“, das er als neues „Betriebssystem“ der gesamten Wirtschaft versteht.

## Werke
- Peter Barnes: Kapitalismus 3.0: ein Leitfaden zur Wiederaneignung der Gemeinschaftsgüter; hrsg. von der Heinrich-Böll-Stiftung. - Hamburg : VSA, 2008 - ISBN 978-3-89965-312-0 - Als PDF-Datei Frei verfügbar (siehe Weblinks)
- Peter Barnes: Capitalism 3.0 : a guide to reclaiming the commons - San Francisco : Berrett-Koehler, 2006 - ISBN 978-1-57675-361-3 - Als PDF-Datei Frei verfügbar (siehe Weblinks)
- Peter Barnes: Who owns the sky? - our common assets and the future of capitalism. - Washington, D.C.: Island Press, 2001, ISBN 1-55963-855-9
- Peter Barnes: Climate Solutions: A Citizen's Guide; Chelsea Green Publishing 2008,
- Peter Barnes: The Definitive Handbook of Business Continuity Management, John Wiley & Sons Ltd 1999, ISBN 978-0471986225